# Conasprella coromandelica
Conasprella coromandelica là một loài ốc biển, là động vật thân mềm chân bụng sống ở biển trong họ Conidae, họ ốc cối. Chúng được mô tả ban đầu với danh pháp Conus coromandelicus  E. A. Smith, 1894  

## Hình ảnh

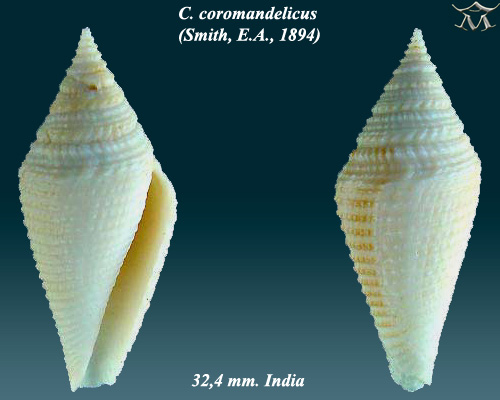

## Phân bố
Conasprella coromandelica là một demersal ốc biển, được tìm thấy ở the Ấn Độ Dương: East Africa, Bay of Bengaln Sri Lanka and Gulf of Oman